# Amphoe Wang Wiset
Amphoe Wang Wiset (thailändisch อำเภอ วังวิเศษ) ist ein Landkreis (Amphoe – Verwaltungs-Distrikt) im Nordwesten der Provinz Trang. Die Provinz Trang liegt im Südwesten der Südregion von Thailand.

## Geographie
Benachbarte Landkreise und Gebiete sind (von Osten im Uhrzeigersinn): Die Amphoe Huai Yot, Mueang Trang und Sikao der Provinz Trang, die Amphoe Khlong Thom und Lam Thap der Provinz Krabi sowie Amphoe Bang Khan der Provinz Nakhon Si Thammarat.

## Geschichte
Wang Wiset wurde am 15. Juli 1981 zunächst als Kleinbezirk (King Amphoe) eingerichtet, indem fünf Tambon vom Amphoe Sikao abgetrennt wurden.
Das erste temporäre Verwaltungsgebäude lag auf dem Gelände des Wat Rat Rangsan (วัดราษฎร์รังสรรค์, auch: Wat Ton Prang – วัดต้นปรง), es wurde am 2. November 1981 eröffnet.
Am 21. Mai 1990 bekam Wang Wiset den vollen Amphoe-Status.

## Verwaltung

### Provinzverwaltung
Amphoe Wang Wiset ist in fünf Unterbezirke (Tambon) eingeteilt, welche weiter in 70 Dorfgemeinschaften (Muban) unterteilt sind.
| \| Nr. \| Name \| Thai \| Muban \| Einw.[3] \| \| --- \| ----------------- \| ------------ \| ----- \| -------- \| \| 1. \| Khao Wiset \| เขาวิเศษ \| 21 \| 12.353 \| \| 2. \| Wang Maprang \| วังมะปราง \| 11 \| 05.599 \| \| 3. \| Ao Tong \| อ่าวตง \| 15 \| 10.339 \| \| 4. \| Tha Saba \| ท่าสะบ้า \| 11 \| 05.409 \| \| 5. \| Wang Maprang Nuea \| วังมะปรางเหนือ \| 12 \| 08.755 \| |                   |              |       |        |
| Nr. | Name              | Thai         | Muban | Einw.  |
| 1. | Khao Wiset        | เขาวิเศษ      | 21    | 12.353 |
| 2. | Wang Maprang      | วังมะปราง     | 11    | 05.599 |
| 3. | Ao Tong           | อ่าวตง        | 15    | 10.339 |
| 4. | Tha Saba          | ท่าสะบ้า       | 11    | 05.409 |
| 5. | Wang Maprang Nuea | วังมะปรางเหนือ | 12    | 08.755 |

### Lokalverwaltung
Wang Wiset (เทศบาลตำบลวังวิเศษ) ist eine Kleinstadt (Thesaban Tambon) im Landkreis, sie besteht aus Teilen des Tambon Wang Maprang Nuea.
Außerdem gibt es fünf „Tambon-Verwaltungsorganisationen“ (องค์การบริหารส่วนตำบล – Tambon Administrative Organizations, TAO) für die Tambon oder die Teile von Tambon im Landkreis, die zu keiner Stadt gehören.